# The Spiral Staircase (1946)

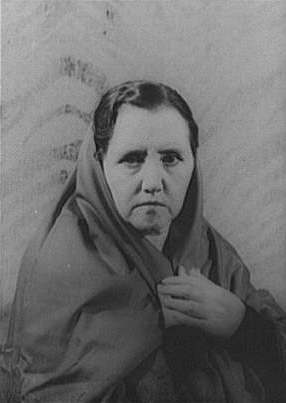
A irlandesa Sara Allgood iniciou a carreira no teatro de seu país. No cinema, interpretou mães irlandesas, dona de terras, vizinhas fofoqueiras e papéis desse tipo. Entretanto, é mais lembrada como a mãe em uma família de mineiros galeses em How Green Was My Valley. Naturalizou-se norte-americana em 1945 e faleceu em 1950, de ataque cardíaco.

The Spiral Staircase (bra: Silêncio nas Trevas; prt: A Escada de Caracol) é um filme estadunidense de 1946, do gênero suspense, dirigido por Robert Siodmak e estrelado por Dorothy McGuire e George Brent.

## A produção
Um filme de mistério na tradição de Alfred Hitchcock, o filme é o protótipo do subgênero "velha mansão sinistra, com a mocinha em perigo". Direção, fotografia, efeitos especiais, direção de arte e som, tudo contribui para uma atmosfera ameaçadora e expressionista. O resultado é tão intimidador e apavorante quanto a mansão gótica onde a ação tem lugar.
Apesar de Dorothy McGuire ter um desempenho muito elogiado, somente Ethel Barrymore foi lembrada pela Academia, que a distinguiu com uma indicação ao Oscar, na categoria de Melhor Atriz Coadjuvante.
O filme foi a primeira coprodução da RKO Pictures com a Vanguard Films, de David O. Selznick. Selznick entrou com os direitos do romance Some Must Watch, de Ethel Lina White (no qual a película foi baseada), com o roteirista Mel Dinelli, o produtor Dore Schary e mais o diretor Siodmak e as duas atrizes principais. À RKO coube todo o restante. Pelo acordo, os lucros seriam divididos ao meio, e, como o público compareceu em massa às casas exibidoras, a cada um dos sócios coube a importância de $885,000.
Em 1975, Peter Collinson dirigiu um remake reputadadamente inferior, estrelado por Jacqueline Bisset e Christopher Plummer. Houve também duas versões para a TV, uma em 1961, com Elizabeth Montgomery e Lillian Gish, e outra em 2000, com Nicollette Sheridan e Judd Nelson.

## Sinopse
Helen, muda devido a um trauma de infância, trabalha como cuidadora da inválida Senhora Warren em uma pequena cidade da Nova Inglaterra. A dama tem dois filhos, o professor Warren e o mulherengo Steve. Helen está apaixonada pelo Doutor Parry, recém-chegado à localidade. A paz do lugar é quebrada quando três mulheres aparecem mortas. Um ponto comum entre elas é que todas possuem algum tipo de deficiência física.
Quando outra morte acontece, agora na própria mansão, Helen desconfia que será a próxima vítima. Ela acha que um dos filhos da patroa é o culpado, mas a verdade será conhecida somente no final, quando a moça trava com o assassino um jogo de gato e rato.

## Premiações
| Prêmio | Categoria                                  | Situação |
| ------ | ------------------------------------------ | -------- |
| Oscar  | Melhor Atriz Coadjuvante (Ethel Barrymore) | Indicado |

## Elenco
| Ator/Atriz      | Personagem        |
| --------------- | ----------------- |
| Dorothy McGuire | Helen Capel       |
| George Brent    | Professor Warren  |
| Ethel Barrymore | Senhora Warren    |
| Kent Smith      | Doutor Parry      |
| Rhonda Fleming  | Blanche           |
| Gordon Oliver   | Steve Warren      |
| Elsa Lanchester | Senhora Oates     |
| Sara Allgood    | Enfermeira Barker |
| Rhys Williams   | Senhor Oates      |
| James Bell      | Policial          |